# Tossal de Torrades
El Tossal de Torrades és una muntanya de 1.439 metres que es troba al municipi de Coll de Nargó, a la comarca de l'Alt Urgell.